# フルプロクアゾン
フルプロクアゾン（Fluproquazone）とは、非ステロイド性抗炎症薬の1種であり、4-(4-フルオロフェニル)-7-メチル-1-(1-メチルエチル)-キナゾリン-2-オンのことである。

## 解説
フルプロクアゾンは、2-キナゾリノンの誘導体である。分子式はC18H17FN2Oで、分子量は約396.339 (g/mol)である。フルプロクアゾンも他の非ステロイド性抗炎症薬と同様に、抗炎症作用や鎮痛作用を持つ。第3大臼歯（いわゆる親知らず）の抜歯後の除痛効果を、アセトアミノフェン500 mg投与群と、フルプロクアゾン100 mg投与群とで二重盲検法を行ったところ、この両者に非劣性（どちらが劣っているとは言えないということ）が示された

。
しかしながら、その肝毒性のために、フルプロクアゾンは回収された
:370
:520
。